# 柄果崖爬藤
柄果崖爬藤（学名：Tetrastigma godefroyanum）为葡萄科崖爬藤属的植物。分布于柬埔寨、泰国、越南、老挝以及中国大陆的海南等地，多生于山坡灌丛、岩石缝以及林中，目前尚未由人工引种栽培。

## 别名
过山青藤（海南澄迈）